# Chorwacja na Zimowych Igrzyskach Olimpijskich 2018
Chorwacja na Zimowych Igrzyskach Olimpijskich 2018 – występ kadry sportowców reprezentujących Chorwację na igrzyskach olimpijskich w Pjongczangu w 2018 roku.
W kadrze znalazło się 20 zawodników – 13 mężczyzn (w tym jeden rezerwowy bobsleista) i 7 kobiet. Reprezentanci Chorwacji wystąpili w 16 konkurencjach w 4 dyscyplinach sportowych. Po raz pierwszy w historii Chorwacja była reprezentowana w zawodach olimpijskich w saneczkarstwie.
Chorążym reprezentacji Chorwacji podczas ceremonii otwarcia igrzysk był alpejczyk Natko Zrnčić-Dim, a podczas ceremonii zamknięcia – bobsleista Dražen Silić. Reprezentacja Chorwacji weszła na stadion jako 73. w kolejności podczas ceremonii otwarcia i 74. podczas zamknięcia, w obu przypadkach pomiędzy ekipami z Kolumbii i Kirgistanu.
Był to 8. start reprezentacji Chorwacji na zimowych igrzyskach olimpijskich i 15. start olimpijski, wliczając w to letnie występy. Po raz pierwszy od igrzysk w Nagano w 1998 roku Chorwaci nie zdobyli ani jednego medalu olimpijskiego.

## Statystyki według dyscyplin
| Lp.     | Dyscyplina            | Mężczyźni | Kobiety | Łącznie |
| ------- | --------------------- | --------- | ------- | ------- |
| 1       | Biegi narciarskie     | 2         | 2       | 4       |
| 2       | Bobsleje              | 5         | –       | 5       |
| 3       | Narciarstwo alpejskie | 6         | 4       | 10      |
| 4       | Saneczkarstwo         | –         | 1       | 1       |
| Łącznie | Łącznie               | 13        | 7       | 20      |

## Skład reprezentacji

### Biegi narciarskie
| Konkurencja                                         | Zawodnik          | Kwalifikacje | Kwalifikacje | Ćwierćfinały | Ćwierćfinały | Półfinały | Półfinały | Finały    | Finały  | Finały  |
| Konkurencja                                         | Zawodnik          | Czas         | Miejsce      | Czas         | Miejsce      | Czas      | Miejsce   | Czas      | Strata  | Miejsce |
| --------------------------------------------------- | ----------------- | ------------ | ------------ | ------------ | ------------ | --------- | --------- | --------- | ------- | ------- |
| Sprint indywidualny kobiet stylem klasycznym        | Vedrana Malec     | 3:54,76      | 64. nq       | NQ           | NQ           | NQ        | NQ        | NQ        | NQ      | 64.     |
| Sprint indywidualny kobiet stylem klasycznym        | Gabrijela Skender | 3:56,23      | 65. nq       | NQ           | NQ           | NQ        | NQ        | NQ        | NQ      | 65.     |
| Bieg indywidualny kobiet na 10 km stylem dowolnym   | Vedrana Malec     | —            | —            | —            | —            | —         | —         | 30:20,3   | +5:19,8 | 71.     |
| Sprint indywidualny mężczyzn stylem klasycznym      | Edi Dadić         | 3:33,17      | 69. nq       | NQ           | NQ           | NQ        | NQ        | NQ        | NQ      | 69.     |
| Bieg indywidualny mężczyzn na 15 km stylem dowolnym | Krešimir Crnković | —            | —            | —            | —            | —         | —         | 36:44,7   | +3:00,8 | 47.     |
| Bieg indywidualny mężczyzn na 15 km stylem dowolnym | Edi Dadić         | —            | —            | —            | —            | —         | —         | 36:57,2   | +3:13,3 | 53.     |
| Bieg łączony mężczyzn na 30 km                      | Krešimir Crnković | —            | —            | —            | —            | —         | —         | 1:23:26,9 | +7:06,9 | 53.     |
| Bieg łączony mężczyzn na 30 km                      | Edi Dadić         | —            | —            | —            | —            | —         | —         | DNF       | DNF     | DNF     |

### Bobsleje
Rezerwowym bobsleistą był Đulijano Koludra.
| Konkurencja      | Zawodnicy                                                | Ślizg 1 | Ślizg 1 | Ślizg 2 | Ślizg 2 | Ślizg 3 | Ślizg 3 | Ślizg 4 | Ślizg 4 | Czas łączny | Miejsce |
| Konkurencja      | Zawodnicy                                                | Czas    | Miejsce | Czas    | Miejsce | Czas    | Miejsce | Czas    | Miejsce | Czas łączny | Miejsce |
| ---------------- | -------------------------------------------------------- | ------- | ------- | ------- | ------- | ------- | ------- | ------- | ------- | ----------- | ------- |
| Dwójki mężczyzn  | Dražen Silić Benedikt Nikpalj                            | 50,76   | 30.     | 50,91   | 30.     | 50,99   | 30.     | NQ      | NQ      | 2:32,66     | 30.     |
| Czwórki mężczyzn | Dražen Silić Mate Mezulić Benedikt Nikpalj Antonio Zelić | 50,18   | 28.     | 50,64   | 28.     | 50,63   | 28.     | NQ      | NQ      | 2:31,45     | 28.     |

### Narciarstwo alpejskie
| Konkurencja              | Zawodnik         | Przejazd 1 | Przejazd 1 | Przejazd 2 | Przejazd 2 | Czas łączny | Miejsce |
| Konkurencja              | Zawodnik         | Czas       | Miejsce    | Czas       | Miejsce    | Czas łączny | Miejsce |
| ------------------------ | ---------------- | ---------- | ---------- | ---------- | ---------- | ----------- | ------- |
| Slalom kobiet            | Andrea Komšić    | 53,41      | 36.        | 52,85      | 32.        | 1:46,26     | 31.     |
| Slalom kobiet            | Ida Štimac       | 54,14      | 37.        | DNF        | DNF        | DNF         | DNF2    |
| Slalom gigant kobiet     | Andrea Komšić    | 1:15,54    | 31.        | 1:12,96    | 32.        | 2:28,50     | 32.     |
| Slalom gigant kobiet     | Leona Popović    | DNF        | DNF        | DNF        | DNF        | DNF         | DNF1    |
| Slalom gigant kobiet     | Ida Štimac       | 1:16,86    | 40.        | 1:14,32    | 36.        | 2:31,18     | 34.     |
| Slalom gigant kobiet     | Lana Zbašnik     | DNS        | DNS        | DNS        | DNS        | DNS         | DNS     |
| Superkombinacja kobiet   | Leona Popović    | DNS        | DNS        | DNS        | DNS        | DNS         | DNS     |
| Zjazd mężczyzn           | Natko Zrnčić-Dim | —          | —          | —          | —          | DNS         | DNS     |
| Slalom mężczyzn          | Elias Kolega     | 51,18      | 29.        | 50,94      | 4.         | 1:42,12     | 23.     |
| Slalom mężczyzn          | Istok Rodeš      | 49,60      | 18.        | 51,81      | 22.        | 1:41,41     | 21.     |
| Slalom mężczyzn          | Matej Vidović    | DNF        | DNF        | DNS        | DNS        | DNF         | DNF1    |
| Slalom mężczyzn          | Filip Zubčić     | DNF        | DNF        | DNS        | DNS        | DNF         | DNF1    |
| Slalom gigant mężczyzn   | Samuel Kolega    | 1:14,61    | 45.        | 1:14,13    | 36.        | 2:28,74     | 37.     |
| Slalom gigant mężczyzn   | Filip Zubčić     | 1:10,95    | 23.        | 1:10,89    | 19.        | 2:21,84     | 24.     |
| Supergigant mężczyzn     | Natko Zrnčić-Dim | —          | —          | —          | —          | 1:27,05     | 29.     |
| Supergigant mężczyzn     | Filip Zubčić     | —          | —          | —          | —          | DNF         | DNF     |
| Superkombinacja mężczyzn | Natko Zrnčić-Dim | 1:22,07    | 40.        | 48,48      | 13.        | 2:10,55     | 19.     |
| Superkombinacja mężczyzn | Filip Zubčić     | 1:21,54    | 28.        | 48,06      | 8.         | 2:09,60     | 12.     |

### Saneczkarstwo
| Konkurencja    | Zawodnicy     | Ślizg 1 | Ślizg 1 | Ślizg 2 | Ślizg 2 | Ślizg 3 | Ślizg 3 | Ślizg 4 | Ślizg 4 | Czas łączny | Miejsce |
| Konkurencja    | Zawodnicy     | Czas    | Miejsce | Czas    | Miejsce | Czas    | Miejsce | Czas    | Miejsce | Czas łączny | Miejsce |
| -------------- | ------------- | ------- | ------- | ------- | ------- | ------- | ------- | ------- | ------- | ----------- | ------- |
| Jedynki kobiet | Daria Obratov | 48,615  | 28.     | 48,252  | 28.     | 48,686  | 29.     | NQ      | NQ      | 2:25,553    | 27.     |